# 엄익상
엄익상(嚴翼相, 1958년 12월 16일 ~ )은 대한민국의 언어학자이다.
1981년도에 연세대학교를 졸업하고, 1985년에 ‘『문심조룡』 비평이론 및 실례분류 연구’라는 논문으로 동대학원에서 석사학위를 취득하였으며, 1991년도에 ‘중국 중고음, 상고음, 방언음과 백제 한자음 비교음운론(A Comparative Phonology of Chinese and Sino-Paekche Korean)’라는 논문으로 인디애나 대학교에서 박사학위를 취득하였다.
오하이오 대학교 교수, 강원대학교 교수, 숙명여자대학교 교수를 거쳐, 현재  한양대학교 중어중문학과 교수로 재직 중이다.

## 저서
- 한국한자음 중국식으로 보기
- 중국북방방언과 문화 (공저)
- 중국어 교육 어떻게 할까
- 표준 중국어 음운론 (역서)
- 중국언어학 한국식으로 하기
- 현대중국어 생성음운론 (역서)
- 현대북경어 생성음운론 (역서)

## 어록
엄익상은 한국어 인명 로마자 표기 실태와 다른 국가에서 대한민국의 공식 로마자 표기법을 받아들이는 것에 대해 다음과 같이 말한 바 있다.
중국어 로마자 표기법은 서구에서 100년 가까이 사용해오던 Wade-Giles법을 밀어내고 최근에는 1958년 중국정부가 제정한 한어병음방법을 전 세계적으로 사용하고 있다. 미국의회도서관은 물론 해외 도서관에서 한어병음으로 중국의 인명과 서명을 검색할 수 있게 되었다. 그러나 13억이 넘는 인구가 50년이 넘는 세월 동안 일률적으로 사용해온 경우와 성명의 표기는 개인의 자유라며 일반 국민은 물론 대통령까지 거의 모두 자유롭게 표기해온 국가와 비교가 될 수 있을까? 자기 집 영문 주소는 물론 성까지도 식구마다 다르게 표기할 수 있는 곳이 한국이다. 우리 스스로도 잘 지키지 않고, 수시로 바뀌는 표기법을 외국에서 뭘 믿고 쓰겠는가?